# Rockstar Games Social Club
Rockstar Games Social Club, (скор. RGSC) — управління цифровими правами, багатокористувацька гра та засіб послуг зв'язку. Назва соціальної мережі пов'язано з організованою злочинністю, яка зазвичай використовує термін «соціальний клуб», щоб описати місце зустрічі або притулок. Служба отримала серйозне оновлення у 2012 році, до випуску Max Payne 3, з додаванням функцій соціальних мереж і системи «банд», яка дозволяє гравцям об'єднуватися в групи та об'єднувати свої досягнення, щоб розблокувати бонуси.

## Ігри
| Гра                                      | Дата випуску    |
| ---------------------------------------- | --------------- |
| Grand Theft Auto IV                      | 29 квітня 2008  |
| Midnight Club: Los Angeles               | 21 жовтня 2008  |
| Grand Theft Auto: The Lost and Damned    | 17 лютого 2009  |
| Grand Theft Auto: Chinatown Wars         | 17 березня 2009 |
| Beaterator                               | 29 вересня 2009 |
| Grand Theft Auto: The Ballad of Gay Tony | 29 жовтня 2009  |
| Red Dead Redemption                      | 18 травня 2010  |
| LA Noire                                 | 17 травня 2011  |
| Max Payne Mobile                         | 12 квітня 2012  |
| Max Payne 3                              | 15 травня 2012  |
| Grand Theft Auto V                       | 17 вересня 2013 |
| Grand Theft Auto: San Andreas            | 12 грудня 2013  |
| Agent                                    | анонсовано      |
| Grand Theft Auto: Liberty City Stories   | 17 грудня 2015  |
| Bully: Anniversary Edition               | 8 грудня 2016   |
| Red Dead Redemption 2                    | 26 жовтня 2018  |

## Особливості
Rockstar Games Social Club надає певні різні функції залежно від типу гри. Нижче список можливостей, які описано на сайті.

### Grand Theft Auto IV
Примітка: Деякі функції недоступні, через вимкнення GameSpy в липні 2014 року.
- LCPD Police Blotter — збирає дані всіх користувачів GTA IV, і показує, як багато злочинів скоюється в кожній частині міста. Також показує найнебезпечніші райони Ліберті-Сіті, популярну зброю та докладніші відомості про злочинність міста.
- Story Gang — дошка історії лідера банди із зазначенням користувачів, які пройшли одиночну кампанію.
- 100 % Club — схожий на Story Gang, але на цей раз відзначає досягнення гравців, які пройшли гру на 100 %.
- Hall Of Flame — зал слави, відзначає різні записи та статистику досягнень користувачами в грі. Він також містить особисті досягнення гравців.
- Liberty City Marathon — ранжування спеціальних фізичних етапів у грі. Є також конкурси, засновані на марафонах для цієї області Social Club.
- ZIT Music Service — гравці можуть позначати пісні чутні у внутрішньоігрових радіостанціях через телефон, набравши номер «ZIT-555-0100». Якщо ім'я гравця пов'язане з їх обліковим записом в Social Club, вони зможуть отримати доступ до списку пісень, які вони позначили.
- Multiplayer Leaderboards — 28 травня 2008 року, Rockstar випустила багатокористувацьку частину Social Club. Розділ даної миті складається з ранжирування гравців у порівнянні з іншими, їх оцінка, і кількість виграних і програних ігор.
- The Millionaires Club — статус мільйонера визначається шляхом додавання всіх грошей, які ви коли-небудь заробили в однокористувацькому режимі, завершивши місії, виграючи перегони, виконуючи побічні завдання, і випадково підбираючи «впалі» гроші на вулиці. The Millionaires Club запущено 29 липня 2008 року.
- Social Club TV — у PC-версії Grand Theft Auto IV є відеоредактор, в якому гравці можуть редагувати та завантажувати відзнятий матеріал їхньої гри.